# Silnice II/252
Silnice II/252 je krkonošská silnice II. třídy spojující hraniční přechod Pomezní Boudy se silnicí II/296. Délka silnice je asi 12 km.

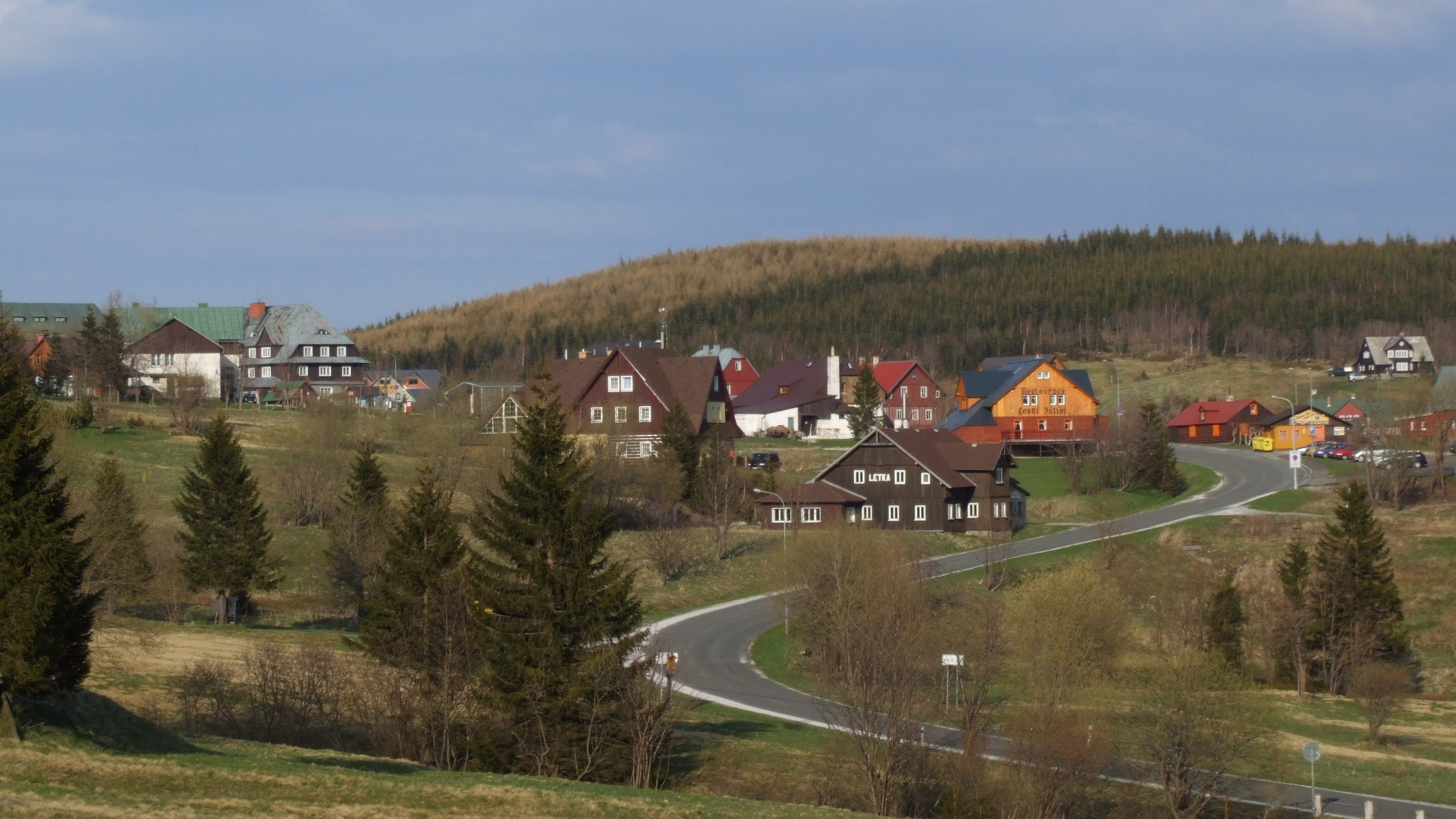
Serpentiny pod Pomezními Boudami

Jeden z konců silnice se nachází na hraničním přechodu Pomezní Boudy, které jsou nejsevernější částí obce Malá Úpa. Navazuje zde na polskou silnici č. 368. Převažuje jižní směr a silnice téměř neustále klesá. Nejprve po náhorní planině v prostoru Pomezních Bud. Poté následuje dvojitá serpentina, díky níž se dostane do hluboce zaříznutého údolí, kde se přimkne k říčce Malá Úpa, kterou sleduje po celé zbylé délce trasy. Přibližně ve své polovině prochází lokalitou Spálený Mlýn, kde se nachází větší parkoviště a křížení s asfaltovou komunikací Velká Úpa – Janovy Boudy – Spálený Mlýn – Malá Úpa. Přestože se jedná o neveřejnou komunikaci, je to jediná významnější křižovatka na celé trase silnice. Hluboké údolí pokračuje dále bez významnější zástavby až do místa zakončení na křižovatce se silnicí II/296, která spojuje Pec pod Sněžkou se silnicí I/14 spojující Trutnov a Vrchlabí. Křižovatka se nachází v prostoru, kde se Malá Úpa zleva vlévá do Úpy velké. Celá trasa silnice se nachází na území Krkonošského národního parku.
Původně byla celá trasa až na hranice označována jako II/296, zatímco současná hlavní trasa II/296 vedoucí do Pece byla označována jako větev II/296A.
Původně nesla číslo 252 dnešní silnice III/25220 v trase Jirkov – Boleboř – Hora Svaté Kateřiny.